# Love (musikalbum av Love)
Love är den amerikanska musikgruppen Loves debutalbum, utgivet 1966 på skivbolaget Elektra. The Byrds har stått som stor inspirationskälla för många av arrangemangen på skivan. Albumet inleds med gruppens omarbetning av Burt Bacharach/Hal Davids "My Little Red Book". Låten blev en mindre hitsingel och nådde plats 52 på Billboard Hot 100-listan. Den blev nästan lika framgångsrik på Kanadas RPM-lista där den nådde #58. Låten spelas under eftertexterna till filmen High Fidelity.
Albumet klättrade till #57 på Billboard 200 i USA.

## Låtlista
Samtliga låtar skrivna av Arthur Lee, om annat inte anges.
Sida 1
1. "My Little Red Book" (Burt Bacharach/Hal David) - 2:38
2. "Can't Explain" (John Echols/John Fleck/Arthur Lee) - 2:41
3. "A Message to Pretty" - 3:13
4. "My Flash on You" - 2:09
5. "Softly to Me" (Bryan MacLean) - 2:57
6. "No Matter What You Do" - 2:46
7. "Emotions" (John Echols/Arthur Lee) - 2:01

Sida 2
1. "You I'll Be Following" - 2:26
2. "Gazing" - 2:42
3. "Hey Joe" (Billy Roberts) - 2:42
4. "Signed D.C." - 2:47
5. "Coloured Balls Falling" - 1:55
6. "Mushroom Clouds" (John Echols/Ken Forssi/Arthur Lee/Bryan MacLean) - 2:25
7. "And More" (Arthur Lee/Bryan MacLean) - 2:57

## Medverkande
- Arthur Lee – sång, percussion, trummor, munspel
- Johnny Echols – sologitarr
- Bryan MacLean – rytmgitarr, sång
- Ken Forssi – basgitarr
- Alban "Snoopy" Pfisterer – trummor